# Bayern Múnich (béisbol)
El FC Bayern Múnich fue la sección deportiva de béisbol del club de fútbol Bayern Múnich.
Poco después de su creación, en 1962 ganó el campeonato alemán de béisbol dominando al campeón defensor de la TB, Mannheim Germania, por 10:6. Al año siguiente, el Múnich se enfrentó en la final ante el mismo rival. Después de convertirse en subcampeón nacional en 1966, el Bayern Múnich volvió a ganar el título de campeón de Alemania en 1969. La disolución de la sección de béisbol se lleva a cabo en la década de 1970 después de un tercer título de subcampeón en 1973.

## Palmarés
- Bundesliga (Béisbol) (2): 1962, 1969.
  - Subcampeón (3): 1963, 1966, 1970.